# Coniogramme fauriei
Coniogramme fauriei är en kantbräkenväxtart som beskrevs av Georg Hans Emmo Wolfgang Hieronymus. Coniogramme fauriei ingår i släktet Coniogramme och familjen Pteridaceae. Inga underarter finns listade.